# James Freeman Gilbert
James Freeman Gilbert (9 août 1931 - 15 août 2014) est un géophysicien américain, surtout connu pour son travail avec George Edward Backus sur l'inversion des données géophysiques, ainsi que pour son rôle dans l'établissement d'un réseau international de sismomètres à longue période.

## Biographie
Gilbert est né à Vincennes, Indiana. Diplômé en 1949 de la Lawrenceburg High School (Kentucky), ses diplômes de premier et deuxième cycles sont obtenus au MIT (BS, 1953, et Ph.D. en géophysique, 1956), et il continue au MIT en tant que boursier postdoctoral jusqu'en 1957, lorsqu'il déménage à l'Université de Californie à Los Angeles. À UCLA, il est assistant, puis associé, professeur, mais part pour prendre un poste de chercheur principal chez Texas Instruments. En 1961, il est recruté par Walter Munk à l'Institut de géophysique et de physique planétaire (IGPP) de l'Institut d'océanographie Scripps, devenant également professeur de géophysique à l'université de Californie à San Diego. Il reste à l'UCSD pendant le reste de sa carrière et devient professeur émérite.
Dans ses dernières années, Gilbert voyage beaucoup dans le monde avec sa femme, Sally Gilbert. Il est décédé des suites d'un accident de voiture dans le sud de l'Oregon le 15 août 2014, à 83 ans.

## Recherches
Gilbert est parmi les premiers à reconnaître que les oscillations libres de la Terre (appelées modes de sonnerie de cloche) peuvent être mesurées immédiatement après de grands tremblements de terre et peuvent être utilisées pour produire des modèles structurels de la terre intérieure. En collaboration avec Adam Dziewonski, il applique d'abord ces idées aux enregistrements sismiques du tremblement de terre de 1964 en Alaska, puis aux enregistrements du tremblement de terre de 1970 en Colombie. Dans ce contexte, lui et Backus développent des méthodes robustes pour inverser les données sismiques,.
Au début des années 1970, il est clair que de meilleures données provenant de sismomètres à longue période sont nécessaires pour ce type de travail. Gilbert convainc le géophysicien / philanthrope Cecil Howard Green de financer un réseau de sismomètres conçu pour fournir des données pour les études mondiales de la Terre. La première des 40 stations de ce réseau de déploiement international d'accéléromètres (IDA) (l'acronyme commémorant également la co-philanthrope Ida Green) est installée en 1974 et continue de fonctionner à ce jour.
Gilbert reçoit de nombreuses distinctions, dont la médaille d'or de la Royal Astronomical Society en 1981; la Médaille William-Bowie de l'American Geophysical Union en 1999 et la médaille Harry Fielding Reid de la Seismological Society of America en 2004. En 1990, Freeman reçoit le prix Balzan de géophysique (terre solide) pour sa contribution à notre connaissance de l'intérieur profond de la Terre.